# Наука умеет много гитик
«Нау́ка уме́ет мно́го ги́тик» — крылатая фраза, поговорка, изначально предназначенная для демонстрации фокуса с двадцатью игральными картами. Первое документально подтвержденное употребление фразы относится к 1891 году. Иногда слово «умеет» ошибочно заменяют на «имеет». Рассматривая это выражение как псевдовысказывание, Б. Ю. Норман подчёркивает его мнемоническую функцию:

В составе данного псевдовысказывания каждая буква не случайно повторяется дважды: оказывается, выражение составляет основу для карточного фокуса.
Слово «гитик» — комбинация букв, не имеющая обычного смыслового значения и не используемая вне этого выражения. Мнемонические фразы для карточных фокусов стали появляться во второй половине XVIII века во Франции. Первую русскоязычную карточную мнемонику «Смуту ведет долом слава» придумал в 1869 году поэт Владимир Бенедиктов. В 1920-х годах читатели Якова Перельмана предложили две другие осмысленные фразы: «Макар режет ножом нитки» и «Крупу, табак берем оптом». Однако чаще мнемоники состоят из грамматически не согласованных или не связанных по смыслу слов. Например, «лирик лемех рахат кутум».
Компьютерные технологии вывели поиск мнемонических выражений, названных гитиками, на качественно новый уровень. Из области карточных фокусов проблема постепенно переместилась в сферу лингвистической комбинаторики. С помощью словарного перебора найдены более длинные тексты с аналогичными свойствами: «Дрозды смелые вблизи кусков марабу» (используются 30 карт), «Выгодны ушедшим князьям портить всплеск разгула» (42 карты). По аналогии с фразами для пар карт (гитики) существуют мнемоники для троек карт (тритики). Теоретические основы гитикотворчества изложены в статье Андрея Федорова «Наука гитик». Наиболее продуктивными создателями русскоязычных гитик являются Виктор Филимоненков (Россия), Дмитрий Чирказов (Германия), Михаэль Фукс (Израиль).

## Использование
Фокусник предлагает зрителю перетасовать колоду и разложить на столе 10 пар карт рубашкой вверх. Просит его выбрать любую пару и запомнить обе карты. Можно даже отвернуться для большего эффекта. После этого надо собрать по очереди все пары в одну пачку и, не тасуя, разложить карты лицевой стороной вверх по следующей схеме:
Н А У К А
У М Е Е Т
М Н О Г О
Г И Т И К

Первые две карты кладутся на место букв «н» (первая буква первого ряда и вторая буква третьего), вторые две — на место букв «а» (вторая и пятая буквы первого ряда) и т. д.
Фокусник просит назвать, в каких рядах расположены загаданные карты. Зритель называет номера рядов, после чего фокусник тут же «находит» загаданную пару, используя ключевую фразу. Легко заметить, что каждая буква встречается дважды, причём для любых названных зрителем рядов существует только одна буква. Например, если карты оказались во втором и четвёртом рядах, то это будет последняя карта во втором и третья в четвёртом (у них общая буква «т»).
Фокус можно показывать не только с игральными картами, но и с любыми 20 неодинаковыми предметами, например, костями домино, почтовыми марками, иллюстрированными открытками и т. п.

## «Наука умеет много гитик» в культуре
Первое употребление мнемоники «Наука умеет много гитик» в качестве крылатого выражения зафиксировано в 1900 году в переписке А. П. Чехова с П. А. Сергеенко. Первое использование в литературном произведении — повесть Е. И. Замятина «На куличках» (1914). Там же впервые отмечена традиционная ошибка — «имеет» вместо «умеет».
В одних случаях крылатая фраза может означать, что науке известно очень многое, о чём мы до сих пор и не слышали (ср.: «Есть многое на свете, друг Горацио, что и не снилось нашим мудрецам» В. Шекспир, Гамлет). В других — что не нужно искать смысл там, где его нет (поскольку слово «гитик» не имеет смысла). Наконец, эта фраза может использоваться как просьба не произносить слова, смысл которых говорящему неизвестен.
В повести В. Аксёнова «Апельсины из Марокко» с опытным буровиком обсуждают шансы найти нефть на новой скважине:

— Ну как там у вас? — спросил я Витьку. — Будет нефть?
— Ни черта! — махнул он рукой. — Джан Айрепет упёрся. Третью скважину уже бурим в этом проклятом распадке.
— А вообще-то здесь есть нефть?
— По науке, вроде должна быть.

— Наука, старик, умеет много гитик.
Фраза и сам фокус упоминаются в романе Л. Кассиля «Кондуит и Швамбрания»:

Уже давно Аннушка сообщила нам, что «наука умеет много гитик». Такова была секретная формула одного карточного фокуса. Карты раскладывались парами по одинаковым буквам, и загаданная пара легко находилась. Отсюда следовало, что наука действительно была всесильна и умела много… этого самого… гитик… Что такое «гитик», никто не знал. Мы искали объяснений в энциклопедическом словаре, но там после наёмной турецкой кавалерии «гитас» следовало сразу «Гито» — убийца американского президента Гарфильда. А гитика между ними не было.

Другое характерное употребление фразы можно найти в романе А. и Б. Стругацких «Град обреченный»:

— Понятно, — сказал Андрей. — Можно узнать, из каких источников у тебя эти сведения? — спросил он Изю.
— Всё из тех же, душа моя, — сказал Изя. — История — великая наука. А в нашем городе она умеет особенно много гитик.

В их повести «Страна багровых туч»:

— А кто его знает! — Дауге хитро посматривал на потрясенного водителя. — Наука, как известно, умеет много гитик. А по сравнению с десятком тысяч лет двадцать кажутся мгновением!
В рассказе «Подробности жизни Никиты Воронцова»:

… (Только не надо недоумённо разводить руки и закатывать глаза: наука как форма человеческого воображения умеет, конечно, много гитик, но натура умеет этих гитик в неисчислимое множество раз больше.)

В книге Юрия Домбровского «Факультет ненужных вещей»:

… Ну, то, что вы казённые деньги без меня в землю зарыли, это чёрт с вами — «наука умеет много гитик», а что такое гитика, никто не знает, значит, и спроса нет. Ну, а если вам колхозники ваши учёные головы посшибают, тогда что? Я за вас, дураков, не ответчик!

В рассказе Михаила Веллера «Цитаты»:

Он хохотнул, провожая меня к стойке: все прошли на посадку.
— Вот это называется пролегомены науки, — сказал он. — «Победа разума над сарсапариллой».
Мне не хотелось сдаваться на этом конкурсе эрудитов.
— «Наука умеет много гитик», — ответил я, пожимая ему руку, и пошёл в перрон.

В повести Александра Житинского «Эффект Брумма»:

— Обратите внимание, сейчас ток поступит в электромотор и вентилятор начнёт вращаться, — сказал Лисоцкий в камеру.
Вентилятор на эти слова не прореагировал.
— Сейчас, — сказал Лисоцкий, всё ещё улыбаясь.
Фомич аккуратно потушил свечу двумя пальцами, сел на место и сказал загадочные слова:

— Наука умеет много гитик.
В кинематографе фраза «наука умеет много гитик» используется в первой серии советского телесериала Вход в лабиринт, когда следователь Муромцев в исполнении Игоря Костолевского обращается к эксперту Ною Марковичу Халецкому за помощью в проведении анализа пробки от пивной бутылки.
Фраза «Наука имеет много гитик» используется в телесериале «Каменская» (5 сезон, 4 серия). Здесь она используется как ключевое значение, определяющее сверхзадачу серии.